# Sexual Navigator
Sexual Navigator è un singolo del cantante italiano Immanuel Casto, pubblicato il 13 giugno 2014 come secondo estratto dal secondo album in studio Freak & Chic.
Il singolo ha visto la partecipazione vocale della drag queen Minerva Lowenthal ed è stato anticipato il giorno precedente dal relativo videoclip.

## Tracce
1. Sexual Navigator (Radio Edit) – 3:02
2. Tropicanal (StereoCool 'Sea Form' Remix) – 4:04
3. Da quando sono morto ([K]een Dead Mix) – 4:30